# Saint Sébastien (Henner)
Pour les articles homonymes, voir Saint Sébastien (homonymie).
Saint Sébastien est un tableau réalisé par le peintre français Jean-Jacques Henner en 1888. Cette huile sur toile est une peinture religieuse qui représente Sébastien recevant des soins de dames romaines après avoir été frappé par les flèches que l'on aperçoit dans le coin inférieur droit de la composition. Le jeune martyr est montré nu, assis devant des ténèbres qui happent son bras gauche et d'où les figures féminines émergent à peine.
Exposée au Salon des artistes français en 1888, l'œuvre est acquise par l'État à cette occasion, puis elle est montrée lors l'Exposition universelle de 1889, également à Paris. Affectée au musée d'Orsay depuis 1986, elle se trouve en dépôt au musée national Jean-Jacques-Henner depuis 1929.